# Volksbank Rhein-Wupper
Die Volksbank Rhein-Wupper eG war eine Genossenschaftsbank mit Sitz in Leverkusen. Sie war im Geschäftsgebiet Leverkusen, Langenfeld und Leichlingen tätig. Geschäftsstellen wurden neben der Hauptstelle und dem Immobilien- und Baufinanzierungszentrum in Leverkusen-Opladen in den Stadtteilen Quettingen, Lützenkirchen, Wiesdorf, Bergisch Neukirchen, Küppersteg, Schlebusch sowie in Langenfeld und Leichlingen unterhalten.
Im Jahr 2017 fusionierte die Volksbank Rhein-Wupper eG mit der VR Bank eG Bergisch Gladbach zur heutigen VR Bank eG Bergisch Gladbach-Leverkusen.

## Geschichte
Am 26. September 1927 wurde auf Initiative des preußischen Landtagsabgeordneten Viktor Teitscheid ein genossenschaftliches Kreditinstitut, die „Mittelstandsbank für den Unteren Kreis Solingen“ gegründet.
Am 25. Juni 1928 wurde der Bankbetrieb im Gebäude des Mittelstandskartells am Aloysianum gestartet. 1929 wurde die Zahlstelle in Wiesdorf eröffnet. 1931 wurde der Name in „Mittelstandsbank für den Rhein-Wupper-Kreis eGmbH“ geändert. Im Jahr 1934 wurde der Name in „Gemeinschaftsbank für den Rhein-Wupper-Kreis eGmbH“ geändert.
Die Generalversammlung beschloss im Juni 1942 die neue Bezeichnung „Volksbank Opladen eGmbH“. 1977 wurde der Name in „Volksbank Rhein-Wupper eG“ geändert.
Rückwirkend zum 1. Januar 2017 fusionierten die VR eG Bank Bergisch Gladbach und die Volksbank Rhein-Wupper eG zur VR Bank eG Bergisch Gladbach-Leverkusen.